# Eliza Matilda Wheeler
Eliza Matilda Wheeler (* um 1839; † nach 1857) war die jüngste Tochter des in Indien stationierten Generals Hugh Wheeler und seiner Frau, einer Angehörigen einer hochrangigen indischen Kaste. Ihr angebliches Schicksal während des Indischen Aufstands von 1857 faszinierte die viktorianische Öffentlichkeit und war Thema zahlreicher zeitgenössischer Bühnenstücke und Schriften.
Eliza Wheeler gehörte zu den in der Garnison von Kanpur eingeschlossenen britischen Personen. Diese Garnison wurde im Mai und Juni 1857 von aufständischen indischen Truppen unter Führung des Fürsten Nana Sahib belagert. Die Garnison akzeptierte nach einem mehrwöchigen Widerstand, bei dem viele der in der Garnison Eingeschlossenen ums Leben kamen, das Kapitulationsangebot von Nana Sahib, das ihnen einen ungehinderten Abzug in Aussicht stellte. Sie sollten ungehindert mit Booten den Ganges hinabfahren dürfen und so die noch in britischer Hand befindliche Garnisonsstadt Allahabad erreichen. Während der Besteigung der Boote eröffneten indische Truppen jedoch das Feuer, wobei bis heute nicht geklärt ist, ob es sich um einen bewussten Hinterhalt handelte oder das Feuer wegen eines Missverständnisses eröffnet wurde. Der größte Teil der überlebenden britischen Männer wurde noch an Ort und Stelle hingerichtet. Etwa 125 Kinder und Frauen wurden nach Kanpur zurückgebracht, wo sie später im Massaker im Bibighar ums Leben kamen. Es gab jedoch auch Ausnahmen. Neben einer weiteren Britin wurde Eliza Wheeler nicht nach Kanpur zurückgebracht, sondern – zumindest nach zeitgenössischer Überlieferung – von einem der aufständischen Soldaten mit Namen Ali Khan entführt. Zeitgenössische Schriften über die Belagerung von Kanpur berichten, die entführte Eliza Wheeler habe ihren Entführer sowie drei seiner Familienmitglieder mit dem Schwert hingerichtet und anschließend Selbstmord begangen, indem sie sich in einen Brunnen warf. Ein Stahlstich in Charles Balls zeitgenössischer History of the Indian Mutiny zeigt dagegen eine dramatische Szene, in dem die junge Eliza Wheeler sich heroisch mit der Pistole gegen heranstürmende Aufständische verteidigt.
Zeitgenössische Historiker verwiesen zwar bereits darauf, dass die Überlieferung von Augenzeugen widersprüchlich und ungenau war, nahmen den Bericht über das Schicksal von Eliza Wheeler jedoch regelmäßig auf. Das Eliza Wheeler unterstellte Verhalten, sich nach erzwungenem Geschlechtsverkehr das Leben zu nehmen und sich zuvor am Entführer und seiner Familie zu rächen, entsprach so sehr der viktorianischen Vorstellung, dass es die Phantasie ihrer Zeitgenossen sehr stark beschäftigte und in Erzählungen und Theaterstücken seinen Niederschlag fand.
Ein Historiker des 21. Jahrhunderts, Christopher Hibbert, verweist darauf, dass das tatsächliche Schicksal von Eliza Wheeler wohl nicht genau viktorianischen Vorstellungen entsprach. Nach ihm gibt es Indizien, dass Eliza Wheeler zum Islam übergetreten und ihren Entführer geheiratet habe. Sie habe sich Jahre später auf dem Basar in Kanpur einem römisch-katholischen Priester anvertraut, habe jedoch keinen Kontakt zu den britischen Behörden gewollt.